# Zeuxine fritzii
Zeuxine fritzii är en orkidéart som beskrevs av Rudolf Schlechter. Zeuxine fritzii ingår i släktet Zeuxine och familjen orkidéer. Inga underarter finns listade i Catalogue of Life.